# Ruth Gisi
Ruth Gisi (* 1951 in Hochwald) ist eine ehemalige Schweizer Politikerin (FDP). Von 1997 bis 2005 war sie Solothurner Regierungsrätin. 2000 und 2004 stand sie dem Regierungsrat als Landammann vor.

## Politik
Gisi war zwischen 1991 und 1995 als Gemeinderätin ihrer Wohngemeinde Hochwald tätig. 1997 wurde sie mit dem besten Resultat in den Regierungsrat gewählt. Gisi ist damit – nach Cornelia Füeg – die zweite Frau in der Geschichte des Solothurner Regierungsrates. 2000 und 2004 stand sie dem Regierungsrat vor und führte 2000 zudem die Bezeichnung «Frau Landammann» ein.
Während ihrer Amtszeit stand sie dem Bildungs- und Kulturdepartement vor. Zu den Erneuerungswahlen 2005 trat sie nicht mehr an. Ihre politische Karriere beendete sie aber erst fünf Jahre später: 2010 stellte sie sich der FDP Kanton Solothurn als Ständeratskandidatin zur Verfügung. Die Partei nominierte dann aber Kurt Fluri.

## Leben
Gisi hat ein Germanistik-, ein Philosophie- und ein Jura-Studium abgeschlossen. Sie war in der Werbe- und Verlagsbranche, als Deutschlehrerin sowie als Fürsprecher und Notarin tätig. Zudem präsidierte sie den Schweizer Heimatschutzverband (2007–2014) und war im Stiftungsrat der Stiftung historische Seilbahn Weissenstein (2009–2014) Zwischen 2009 und 2014 war sie zudem Stiftungsrat der Stiftung historische Seilbahn Weissenstein. 2011 ernannte der Bundesrat Gisi zur Präsidentin des Rates des Eidgenössischen Hochschulinstituts für Berufsbildung.
Gisi ist verheiratet und lebt in Hochwald.